# Luc Delannoy

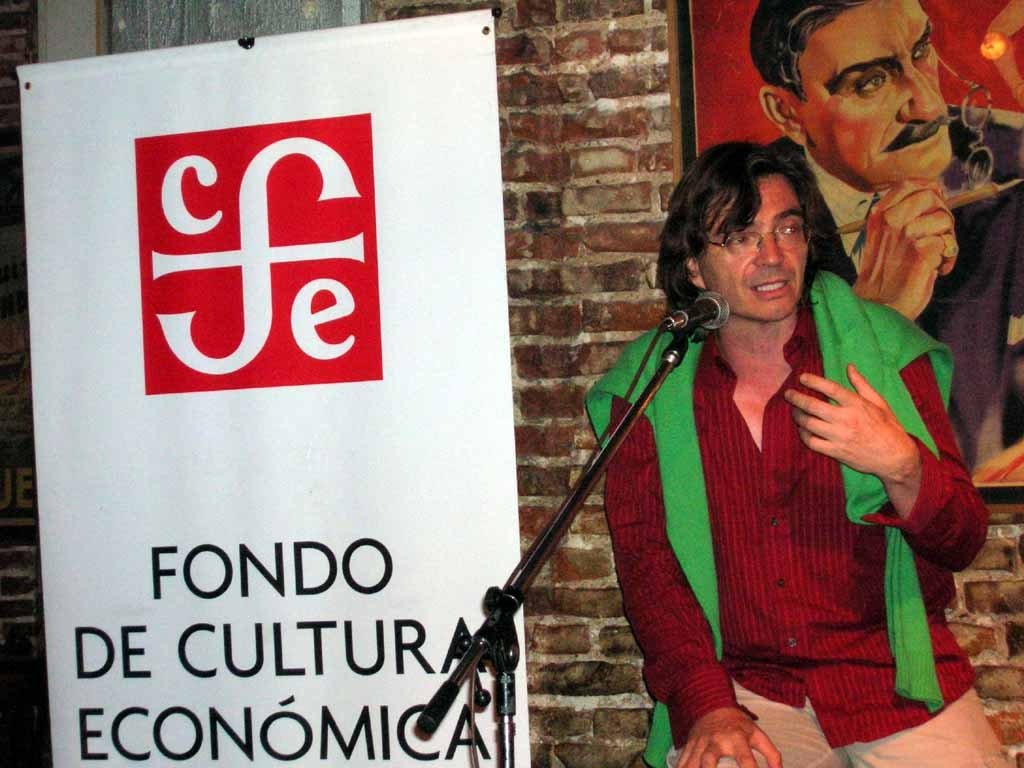
Luc en 2005

Luc Delannoy (n. Bruselas) es un filósofo, sinologo y escritor belga. Su investigación se enfoca en los estudios de la mente y la conciencia humana, así como en las relaciones entre arte y salud mental. Desde 2002 investiga la coherencia cuántica y sus implicaciones epistemológicas. Ha sido profesor invitado en varias universidades de América. Luego de ser profesor invitado en la Universidad Nacional Autónoma de México, fundó el Instituto de Neuroartes en 2003, en México el Centro de Investigaciones en Neuroestética y Neuromusicología (CINNe) y en Chile la Fundación Neuroartes. 
Desde 2015 es profesor invitado en la Facultad de Medicina de la Universidad de Valparaíso, Chile, y contribuye al lanzamiento e implementación de programas de salud mental basados en los fundamentos de Neuroartes.
En la última década del siglo XX, Luc Delannoy impulsó Neuroartes como un movimiento filosófico transdisciplinar. El campo de investigación de Neuroartes es el arte y sus vínculos con la mente y los diferentes aspectos de la conciencia. Estudia además las estructuras de la percepción y de la experiencia estética.  Distintas disciplinas se han acercado a Neuroartes: expresiones artísticas, física cuántica, hermenéutica, epistemología, ciencias de la salud y ciencias de la educación. El concepto ha sido retomado y desarrollado en varios países. 
Neuroartes, es una propuesta sobre la generación y propulsión del conocimiento, que abarca la percepción, la imaginación, la empatía, la creatividad y el razonamiento; todos estos son procesos neuroepistémicos o universales neurocognitivos, propios de la morfología cerebral.
Delannoy también escribe sobre las historias de las músicas populares, en particular el jazz. Su obra Lester Young, Profession: President, publicada en París en 1987 y en Estados Unidos en 1993, obtuvo el premio de la American Society of Authors, Composers and Publishers por Excelencia en Periodismo Musical. En 2000 recibió el Moe Berger -Benny Carter Award in Jazz Research.

## Familia.
Luc Delannoy es bisnieto del antropólogo y arqueólogo Luis Siret y tataranieto del poeta y escritor Adolphe Siret a los que rinde homenaje en varios de sus ensayos.

## Influencias
Entre sus influencias se encuentran la escuela filosófica Yogacara, las teorías cuánticas de Hugh Everett III, Michael B. Mensky, John Conway, Simón Kochen, Alexander Holevo y las enseñanzas del filósofo inglés Edmond Wright. En la mecánica cuántica se especializa en los no-go theorems y la coherencia cuántica. También es perceptible la influencia del filósofo francés Henri Bergson y de varias ramas del neo-confucianismo (Liang Shu-Ming, Tang Junyi y Mou Zongsan en el siglo XX.) Es miembro de Quantum Flagship [https://qt.eu]

## Libros
- 2023: ¡Caliente¡ Una historia del jazz latino. Nueva edición aumentada. (Fondo de Cultura Económica, México)
- 2023: Neuroartes, un laboratorio di idee. Traduzione di Margherita Gianni. (Casa Editrice Il Filo di Arianna, La Spezia, Italia.)
- 2017: Una cuestión de conciencia (Metales Pesados, Chile)
- 2015: Neuroartes, un laboratorio de ideas (Metales Pesados, Chile). Edición aumentada y revisada en 2017.
- 2013: La Percepción (Instituto de Neuroartes, México)
- 2013: Un laboratorio de ideas (Instituto de Neuroartes, México)
- 2013: Variabilidad y plasticidad cerebral. El cerebro visual (Instituto de Neuroartes, México)
- 2012: Convergencias (Fondo de Cultura Económica, México)
- 2011: In'n Out Jazz (Arte-facto, Sevilla, España)
- 2008: El espejo: Ensayos sobre la conciencia musical (CINNe Editorial, México)
- 2008: Tendencias actuales de las neurociencias cognitivas (Universidad de Guadalajara, México)
- 2005: Carambola: Vidas en el Jazz Latino (Fondo de Cultura Económica, México)
- 2004: Théâtre et développement (Editions Colophon, Bélgica)
- 2002: Sacré Henri! (Ediciones Leméac, Canadá)
- 2001: ¡Caliente!: Una historia del Jazz Latino (Fondo de Cultura Económica, México). Trad. de María Antonia Neira Bigorra
- 2000: Billie Holiday (Librio Musique, Francia)
- 2000: Caliente! (Éditions Denoël, Francia)
- 1993: Pres: the story of Lester Young (Univ. of Arkansas Press). Trad. Elena B. Odio
- 1987: Lester Young: Profession Président (Éditions Denöel, Francia)
- 1983: L'Annuaire du Jazz II (Ediciones Musiques et Media, CENAM, Francia)
- 1982: L'Annuaire du Jazz I (Ediciones Musiques et Media, CENAM, Francia)
- 1982: Le Guide du Jazz Paris - Banlieue (Ediciones Capitales, Francia)